# Hirose Osamu
Osamu Hirose (sinh ngày 6 tháng 6 năm 1965) là một cầu thủ bóng đá người Nhật Bản.

## Sự nghiệp câu lạc bộ
Osamu Hirose đã từng chơi cho Urawa Reds.

## Thống kê câu lạc bộ

### J.League
| Đội        | Năm       | J.League | J.League | J.League Cup | J.League Cup | Tổng cộng | Tổng cộng |
| Đội        | Năm       | Trận     | Bàn      | Trận         | Bàn          | Trận      | Bàn       |
| ---------- | --------- | -------- | -------- | ------------ | ------------ | --------- | --------- |
| Urawa Reds | 1992      | -        | -        | 7            | 0            | 7         | 0         |
| Urawa Reds | 1993      | 26       | 2        | 1            | 1            | 27        | 3         |
| Urawa Reds | 1994      | 18       | 4        | 2            | 0            | 20        | 4         |
| Urawa Reds | 1995      | 49       | 2        | -            | -            | 49        | 2         |
| Urawa Reds | 1996      | 24       | 4        | 9            | 0            | 33        | 4         |
| Urawa Reds | 1997      | 19       | 1        | 4            | 0            | 23        | 1         |
| Urawa Reds | 1998      | 23       | 0        | 4            | 1            | 27        | 1         |
| Urawa Reds | 1999      | 13       | 0        | 3            | 0            | 16        | 0         |
| Urawa Reds | 2000      | 7        | 0        | 0            | 0            | 7         | 0         |
| Tổng cộng  | Tổng cộng | 179      | 13       | 30           | 2            | 209       | 15        |